# Wilfred Bion
Pour les articles homonymes, voir Bion.
Wilfred Ruprecht Bion, né le 8 septembre 1897 à Mathura, en Inde britannique et mort le 8 novembre 1979 à Oxford, est un psychiatre et psychanalyste britannique, pionnier de la psychothérapie de groupe, de la psychanalyse groupale et de la théorisation sur la psychose.

## Biographie

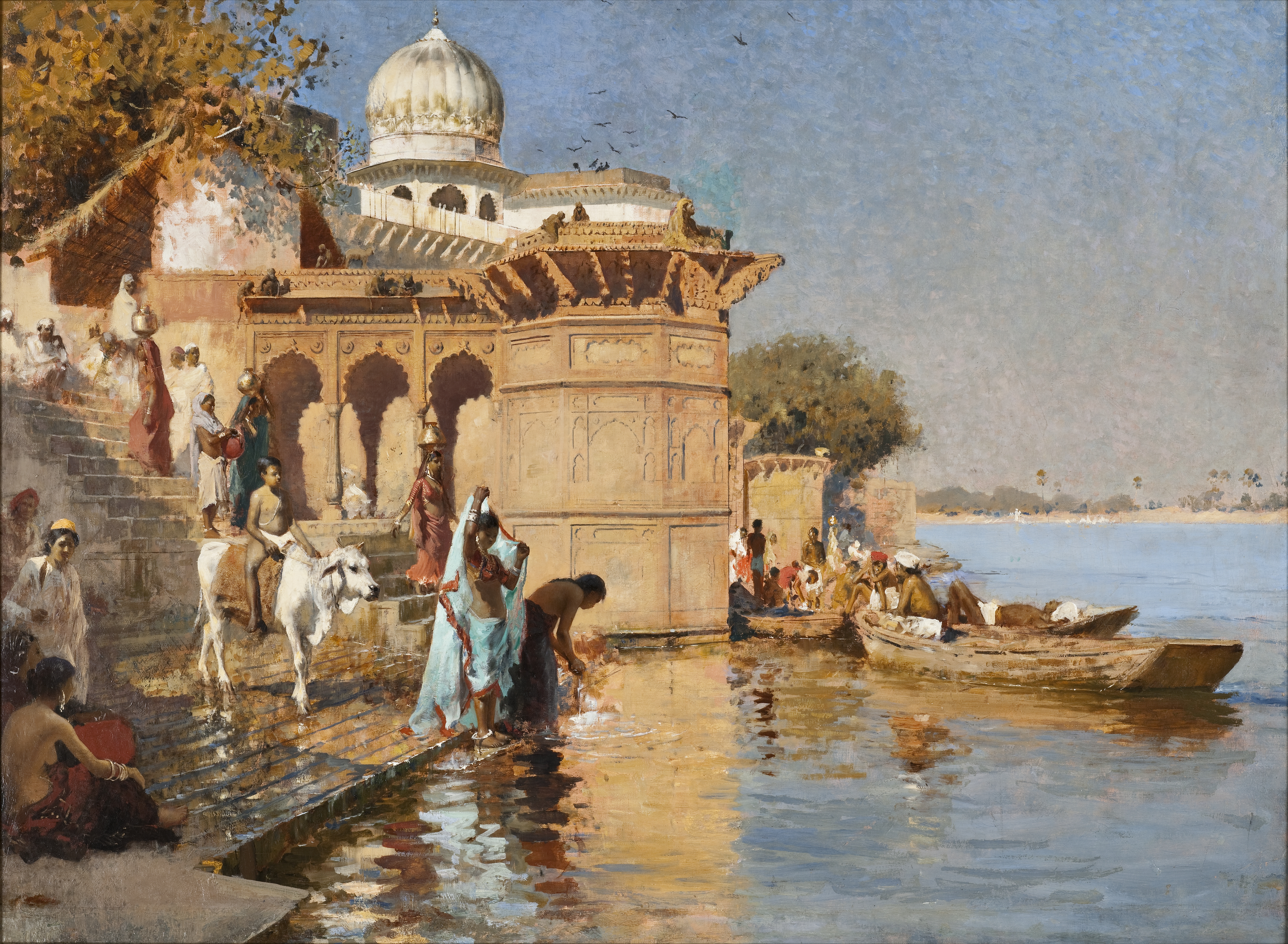
Mathura

Wilfred Bion naît dans une famille anglaise, aux lointaines origines huguenotes, à Mathura, ville d'Inde alors sous administration britannique, le 8 septembre 1897. Son père est ingénieur chargé de l'irrigation. Il a une sœur plus jeune, Edna. Son enfance se déroule en Inde, dont il garde la nostalgie, puis, à partir de ses huit ans, dans un pensionnat en Angleterre. Il étudie au collège Bishop's Storford.

### Formation

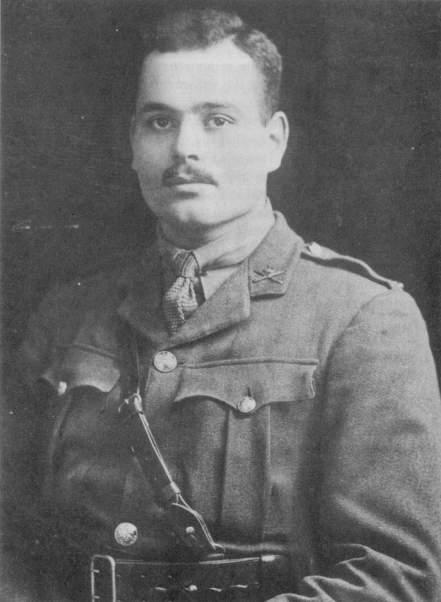
Wilfred Bion (1916)

Il participe comme officier à la Première Guerre mondiale, s'engageant le 4 janvier 1916, à l'âge de 18 ans, au Royal Tank Regiment (1916-1918). Capitaine à 21 ans, il reçoit le DSO et la médaille de chevalier de la Légion d'honneur. Grâce à son expérience de chef de char, il découvre « sa capacité d'entrer en relation avec ses pairs et ses supérieurs et à devenir le leader d'un groupe ». On retrouve certains des objets personnels et des notes de cette période dans une vitrine consacrée à la Guerre de 1914-1918 du musée des blindés de Saumur.
Après la guerre, il étudie l'histoire deux années au Queen's College d'Oxford (1919-1921), où il obtient un baccalauréat es art. Sa lecture des textes de Sigmund Freud et sa détermination à devenir psychanalyste trouvent leur origine durant cette période. Il passe l'année suivante à l'université de Poitiers, en cursus de langue et littérature françaises, puis il commence ses études de médecine, à l'University College de Londres (1924-1930) et se qualifie en médecine et en chirurgie. Il s'installe ensuite comme médecin libéral à Londres. Il commence sa formation de psychanalyste à la Tavistock Clinic, où il a l'occasion d'analyser Samuel Beckett entre 1934 et 1936, analyse interrompue par le départ de Beckett pour Dublin.
En 1937-1939, Bion entreprend une analyse avec John Rickman, puis il travaille avec Rickman sur la notion de groupe et de leadership, se faisant pionnier de la dynamique de groupe.
Lors de la Seconde Guerre mondiale, les psychiatres de la Tavistock Clinic, parmi lesquels John Bowlby, John Rickman, S.H. Foulkes, et Bion, sont sollicités par les services psychiatriques de l'armée. Ils sont chargés de la sélection des officiers, de leur formation. Bion occupe ces fonctions à York, comme psychiatre de secteur, responsable de la sélection des cadres de l'armée, puis à Northfield (Écosse), en 1942, où il soigne des soldats victimes de traumatismes liés à la guerre. C'est là qu'il commence ses recherches sur la psychologie des petits groupes, qu'il mettra en œuvre à la Tavistock Clinic après guerre. 
En 1945, Bion reprend une analyse avec Melanie Klein, qui dure jusqu'en 1953 et il devient membre associé de la Société britannique de psychanalyse en 1950. En 1961, paraît son premier ouvrage, Recherches sur les petits groupes, qui connaît un grand succès.
Il occupe plusieurs postes institutionnels, directeur de la London Clinic of Psychoanalysis (1956-1962) et président de la Société britannique de psychanalyse (1962-1965). Il est président du Melanie Klein Trust et membre du bureau de la SBP jusqu'à son départ pour la Californie.
Alors qu'il a déjà 70 ans, Bion quitte l'Angleterre pour la Californie, où il exerce comme psychanalyste durant 10 ans (1968-1979). Cette période est surtout marquée par des invitations dans différents pays pour des séminaires, dont beaucoup sont publiés, notamment les séminaires à New York et São Paulo, à Los Angeles, à la Tavistock, à Paris, en Italie, ou encore en Argentine. Ces échanges avec d'autres psychanalystes lui permettent de poursuivre et d'approfondir sa réflexion sur la relation analytique.
Il rentre en Angleterre en août 1979, où il meurt d'une leucémie, à Oxford, le 8 novembre 1979.

## Vie privée
Il épouse en 1939 l'actrice Betty Jardine (en), qui meurt en 1945, en l'absence de Bion, en donnant naissance à leur fille, Parthenope, nom grec de la ville de Naples. Parthenope Bion Talamo est elle-même devenue une psychanalyste réputée en Italie. Il se remarie ensuite avec Francesca Bion, qui travaille à la Tavistock, et ils ont deux enfants. Francesca Bion et Parthenope Bion-Talamo se sont beaucoup investies dans l'édition posthume d'écrits inédits de Bion.
Wilfred Bion écrit des textes à portée autobiographique, publiés en français dans deux recueils. Dans Mémoires de guerre Juin 1917 - Janvier 1919, il évoque son enfance en Inde, sa vie de pensionnaire et sa mobilisation comme soldat durant la Première Guerre mondiale. Me souvenant de tous mes péchés. Une autre partie d'une vie & L'autre côté du génie. Lettres à la famille est composé d'un certain nombre de souvenirs des années 1920-1950 et de lettres privées à sa famille.

## Concepts
Les travaux de Wilfred Bion sont suffisamment originaux et aboutis pour qu'on relie à son nom une théorie particulière de la pensée. De cette vision globale, il ressort des concepts : les éléments alpha et bêta, un prolongement de la notion d'identification projective dans une perspective post-kleinienne, et les objets bizarres, ainsi que des approches singulières de concepts préexistant, comme dans le cas de la psychose.

### Éléments alpha et bêta
Bion reformule ce que l'on peut rapprocher de ce que l'on nommait jusque-là processus primaire (inconscient) et processus secondaire (préconscient et conscient). Il ne distingue pas conscient et inconscient, mais fini et infini, idée déjà avancée par Sigmund Freud dans Analyse avec fin et analyse sans fin.
Dans ce cadre, il désigne des niveaux de pensée, ces pensées étant divisées en éléments alpha et bêta :
- les éléments alpha sont des impressions sensorielles mises en image, que l'on peut dire assimilées par la psyché, elles sont organisées et réutilisables.
La fonction alpha traite les phénomènes, des impressions sensorielles, au-delà de ce que l'on peut en penser. Cette fonction est liée aux rêves, aux souvenirs, ou encore aux pensées oniriques. Les éléments alpha sont absents de la pensée psychotique ;
- les éléments bêta sont des impressions sensorielles non assimilées.
La fonction bêta correspond à la gestion des émotions brutes, qui sont « encaissées » et qui « cherchent à être assimilées ». Une trop grande accumulation d'éléments bêta provoque une « indigestion mentale », un refoulement de l'apprentissage en raison du trop d'information à traiter.

C'est pourquoi, selon lui, le rêve préserve l'individu de l'état psychotique, en permettant de traduire des impressions sensorielles (bêta) en images assimilables (éléments alpha).

### Psychose
Wilfred Bion approche la notion de personnalité psychotique en postulant que toute personnalité individuelle possède une fraction psychotique, correspondant aux éléments bêta non élaborés psychiquement. Selon lui, cette fraction est plus ou moins importante selon les individus. Elle coexiste avec une part non psychotique qui est conservée quel que soit le stade d’envahissement de la psychose, maintenant le lien avec la réalité extérieure.
Pour Bion, la psychose se définit par « la capacité de déliaison et d’attaque des liens en particulier au sein de l’activité de penser, expulsant dans l’acte ou dans la réalité extérieure le matériel psychique non intégré ».
Bion identifie certains traits dominants de la fraction psychotique, dont l’intolérance à la frustration, la crainte de l’anéantissement, la violence des pulsions destructrices et la lutte menée par ces pulsions contre la réalité, les perceptions sensorielles et la conscience.

### Identification projective
Cette notion, initialement conceptualisée par Melanie Klein est reprise dans une nouvelle perspective par Bion. Le sujet, tributaire de la violence de ses pulsions dévastatrices, tenterait selon lui, par le biais de l’identification projective, de rejeter les ressentis de déplaisir comme la frustration ou la douleur. Par ailleurs, le mécanisme de projection vers l’extérieur viserait à expulser le contenu de l’appareil psychique et à y empêcher l’établissement de liens, ce qui pourrait avoir une influence directe sur la capacité de penser du sujet.

### Objets bizarres
Pour se protéger des réalités qu'il ne peut accepter, le sujet les projette à l'extérieur. Ce statu quo dans l'assimilation se fait au prix d'une déformation de la perception de ces objets, investis de caractéristiques projetées. Le Moi pourrait alors aller jusqu’à se décomposer, expulsant des parties du Moi clivées dans des objets environnants extérieurs, ce qui provoquerait chez le sujet une impression d’être entouré d’objets « bizarres », menaçant de l’envahir en retour.

### Fonction alpha et rôle de la mère
Selon Hanna Segal, la « fonction alpha » réfère chez Wilfred Bion au concept d'identification projective chez Melanie Klein. Mais Bion y ajoute une autre dimension en considérant que « l'identification projective n'est pas seulement un fantasme tout puissant dans l'esprit de l'enfant, mais qu'il est aussi son premier moyen de communication ». La fonction alpha est en relation conjointe « avec le passage de la position paranoïde-schizoïde à la position dépressive ». 
Pour Bion, il s'agit d'une « fonction de liaison symbolique des impressions sensorielles et des ressentis émotionnels très primitifs ». Cette fonction serait assurée par la mère, dans l’idée que celle-ci joue un rôle primordial dans l’établissement de la capacité à penser du nourrisson et du petit enfant. Les ressentis violents du nourrisson, reconnus et recueillis par la mère, transiteraient par son psychisme afin d’y être transformés en éléments alpha, affects moins violents, réintégrables par le nourrisson. Pour ce faire, la mère use de sa « capacité de rêverie ». Une « barrière de contact » se forme peu à peu : elle est constituée d’éléments alpha, séparant les fantasmes et émotions d’origine interne des perceptions de la réalité, et permettant au sujet de passer de l’un à l’autre sans perdre le contact avec l’un d’entre eux[réf. nécessaire].

### Éléments et écran bêta
Si la mère n’est pas apte à contenir les ressentis violents de son enfant, les affects pulsionnels et impressions sensorielles non élaborés ne peuvent être transformés, et deviennent des éléments bêta, éléments non intégrés, dont le sujet essaye de se défaire par le biais de l’identification projective.
L’accumulation d’éléments bêta constitue par la suite « l’écran bêta », caractéristique de la structure psychotique et qui engendre une indistinction entre conscient et inconscient et l’incapacité à créer des liens symboliques, origine des troubles de la pensée.

## Publications

### Publications théoriques
- Recherches sur les petits groupes (1961) Paris, PUF, 1965  (ISBN 2-13-052731-0)
- Aux sources de l'expérience (1962), Paris, PUF, 1979  (ISBN 2-13-053486-4)
- Éléments de la psychanalyse, (1963, Paris, PUF, 1979  (ISBN 2-13-053501-1)
- Transformations. Passage de l'apprentissage à la croissance (1965), Paris, PUF, 1982  (ISBN 2-13-036983-9)
- Réflexion faite (1967), Paris, PUF, 2001  (ISBN 2-13-052061-8)
- (Article) « Notes sur la mémoire et le désir » 1967), Revue française de psychanalyse, vol.53/5, 1989, 1449-.
- L'Attention et l'interprétation (1970), Paris, Payot, 1990  (ISBN 2-228-88305-0)
- Entretiens psychanalytiques (1973 et 1974) suivis de La Grille et Césure, Gallimard, 1980  (ISBN 2-07-029591-5)
- Une mémoire du futur t.1, Le rêve (1975), Lyon, Césura, 1989  (ISBN 2-905709-33-2)
- Une mémoire du futur t.2, Le passé au présent, (1977), Lyon, Césura, 1989,  (ISBN 978-2-905709-34-9)
- Pensée sauvage, pensée apprivoisée (1997) éd. du Hublot, 1998  (ISBN 2-912186-05-6)
- (Article) À propos d'une citation de Freud, Revue française de psychanalyse, T.53/5), 1989.
- Séminaires italiens, In Press, 2005  (ISBN 2-84835-078-4)
- Cogitations (1991), In Press, 2005  (ISBN 2-84835-079-2)
- Quatre discussions avec Bion, textes établis par Francesca Bion, préface d'André Green, Ithaque, 2006  (ISBN 2-916120-00-9)
- Bion à New York et à São Paulo, textes établis par Francesca Bion, préface d'Amaro de Villanova, Ithaque, 2006  (ISBN 2-916120-01-7)
- La Preuve & autres textes, articles réunis par Francesca Bion, postface de Pierre-Henri Castel, Ithaque, 2007  (ISBN 2-916120-05-X)
- Séminaires cliniques, textes établis par Francesca Bion, préface de François Lévy, Ithaque, 2008  (ISBN 978-2-916120-06-5)
- Bion à la Tavistock, textes établis par Francesca Bion, préface de A. Goyena et J. L. Goyena, Ithaque, 2010  (ISBN 978-2-916120-12-6)
- Un mémoire du temps à venir, traduction et présentation par Jacquelyne Poulain-Colombier, postface de Parthénope Bion Talamo, éd. du Hublot, 2010  (ISBN 2-912186-35-8)

### Ouvrages autobiographiques et correspondance
- Mémoires de guerre Juin 1917 - Janvier 1919, éd. du Hublot, 1999  (ISBN 2-912186-10-2) (The Long Week-end, London, Karnak, 1982 et Wars Memoirs, Karnak, 1997).
- Me souvenant de tous mes péchés. Une autre partie d'une vie & L'autre côté du génie. Lettres à la famille, éd. du Hublot, 2016,  (ISBN 978-2912186447) (All my sins remembered: An other part of a life & The Other Side of Genius: Family letters, Karnak, 1991).